# Maximilian Götz

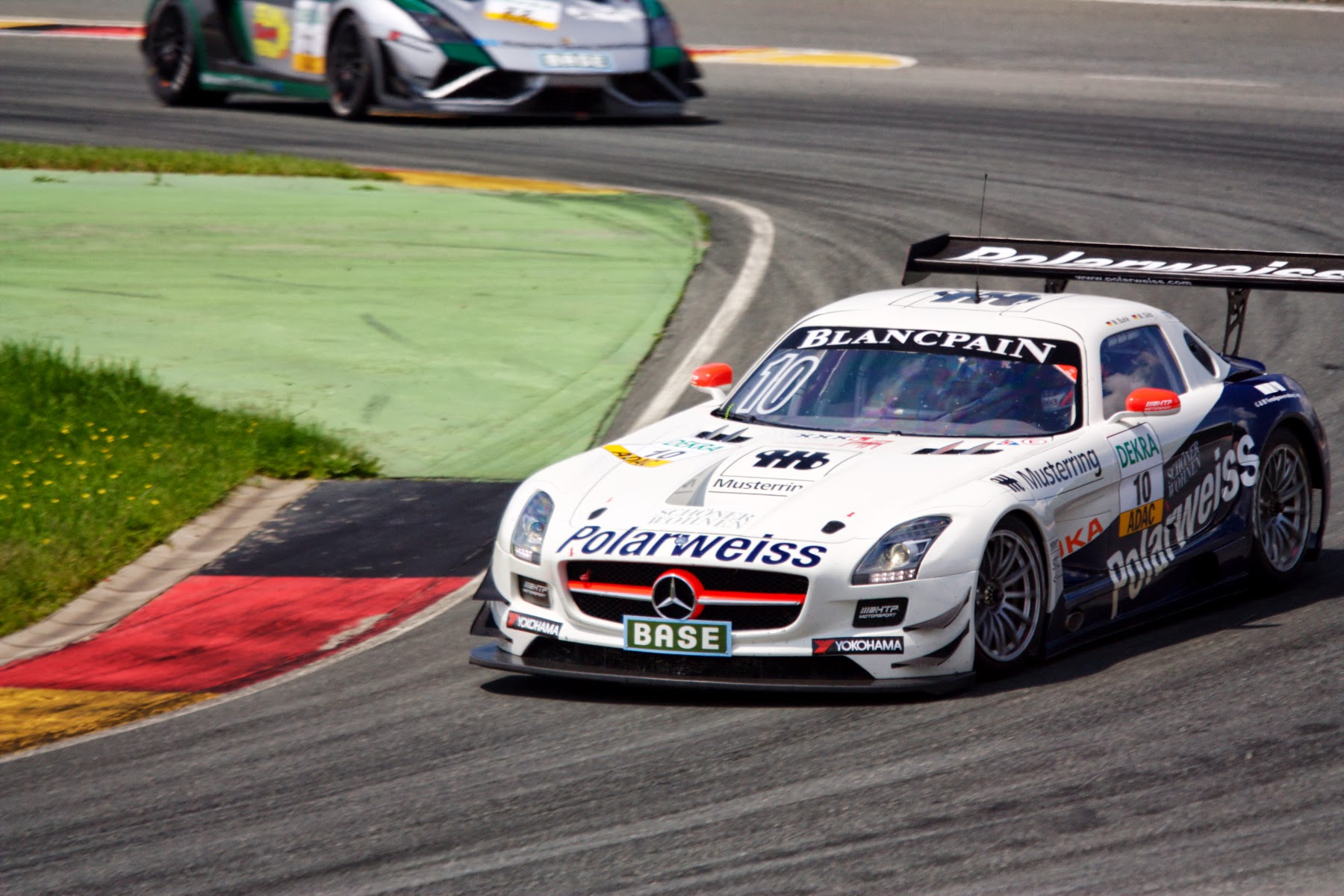
Maximilian Götz op de Sachsenring in 2013 in een Mercedes-Benz SLS AMG GT3.

Maximilian Götz (Ochsenfurt, 4 februari 1986) is een Duits autocoureur. In 2021 werd hij kampioen in de Deutsche Tourenwagen-Masters.

## Carrière
Götz begon zijn autosportcarrière in 1996 in het karting, waarin hij tot 2001 actief bleef. In 2002 stapte hij over naar het formuleracing, waarbij hij zijn debuut maakte in de Formule BMW ADAC voor het team Mücke Motorsport. In zijn eerste seizoen eindigde hij achter Nico Rosberg als tweede met in totaal drie overwinningen op de Sachsenring en de A1 Ring. In 2003 bleef hij bij Mücke rijden en won hij het kampioenschap met zes overwinningen en zeven andere podiumplaatsen.
In 2004 maakte Götz zijn Formule 3-debuut in de Formule 3 Euroseries voor zijn eigen team. Enkel in het laatste raceweekend op de Hockenheimring wist hij punten te scoren met een zesde plaats in de eerste race, waardoor hij met 3 punten als negentiende in het kampioenschap eindigde. In 2005 bleef hij in het kampioenschap rijden, maar stapte hij over naar HBR Motorsport, waar hij na vier raceweekenden weer vertrok. In het laatste raceweekend van het seizoen op de Hockenheimring mocht hij invallen voor Adrian Sutil bij het team ASM Formule 3 en behaalde zijn eerste podiumplaats.
Na een jaar afwezigheid ging Götz in 2007 in de eerste drie raceweekenden rijden in de International Formula Master voor het team ISR Racing, waarin hij driemaal op pole position stond en tweemaal op het podium stond. Ondanks dat hij in de laatste vijf raceweekenden niet aan de start stond, eindigde hij toch als tiende in het kampioenschap. Hij maakte het seizoen af in de Formule 3 Euroseries, waar hij de laatste vier raceweekenden als gastrijder voor het team RC Motorsport reed. In 2008 reed hij opnieuw in de eerste vier raceweekenden voor RC en eindigde als 22e in het kampioenschap met drie punten, behaald door een zesde plaats in het eerste raceweekend op de Hockenheimring.
In 2009 stapte Götz over naar de GT-racerij, waarbij hij in de Trofeo Lamborghini debuteerde. In 2010 stapte hij over naar de ADAC GT Masters en reed hier in een Alpina B6 GT3. In 2011 stapte hij over naar het team MS-Racing en kwam uit in een Mercedes-Benz SLS AMG GT3, voordat hij in 2012 met zijn teamgenoot Sebastian Asch het kampioenschap won met één overwinning en zeven andere podiumplaatsen.
In 2013 kwam Götz samen met Maximilian Buhk in de ADAC GT Masters uit voor het team Polarweiss Racing en werd derde in het kampioenschap. Daarnaast eindigde hij met Bernd Schneider als tweede in de Blancpain Endurance Series. In 2014 werd hij kampioen in de Blancpain Sprint Series Cup voor HTP Motorsport en eindigde als vijfde in de ADAC GT Masters voor dat team.
In 2015 maakt Götz zijn debuut in de Deutsche Tourenwagen-Masters voor Mercedes-Benz.